# Jan Zaworski
Jan Zaworski (ur. 27 marca 1951 w Berżnikach) – polski polityk, przedsiębiorca i działacz gospodarczy, poseł na Sejm IV kadencji.

## Życiorys
W 1979 ukończył studia na Wydziale Pedagogicznym Wyższej Szkoły Pedagogicznej w Olsztynie. Od 1969 do 1982 należał do Polskiej Zjednoczonej Partii Robotniczej, w latach 1975–1977 był instruktorem w komitecie wojewódzkim partii, następnie do 1981 przewodniczącym zarządu wojewódzkiego Związku Socjalistycznej Młodzieży Polskiej.
W 1982 zajął się prowadzeniem własnej działalności gospodarczej, został właścicielem firmy piekarniczo-cukierniczej „Janza” (wyróżnionej znakiem „Teraz Polska”). Członek Business Centre Club. Objął funkcję prezesa zarządu Polsko-Litewskiej Izby Gospodarczej Rynków Wschodnich.
W latach 2001–2005 sprawował mandat posła na Sejm IV kadencji z okręgu białostockiego, wybranego z listy Sojuszu Lewicy Demokratycznej. Pracował w Komisji Administracji i Spraw Wewnętrznych oraz Komisji Gospodarki. W 2005 nie ubiegał się o reelekcję.

## Odznaczenia
Odznaczony Krzyżem Kawalerskim Orderu Odrodzenia Polski (2002).